# Файяд, Халиль
Хали́ль Файя́д (фр. Khalil Fayad; род. 9 июня 2004, Монпелье) — французский футболист марокканского происхождения, полузащитник клуба «Монпелье».

## Клубная карьера
Файяд — воспитанник клуба «Монпелье». 13 августа 2022 года в матче против «Пари Сен-Жермен» он дебютировал в Лиге 1.